# Henrique José Reed da Silva
Monsenhor Dom Henrique José Reed da Silva (também grafado como Enrico Giuseppe Reed da Silva) (Lisboa, 19 de janeiro de 1854 - 4 de outubro de 1930) foi um arcebispo português. Foi ordenado padre em 1879. Apontado para prelado da prelatura territorial de Moçambique em 1884, assume como bispo-titular de Filadélfia a prelatura. Em 1887, é nomeado bispo de São Tomé de Meliapore, cargo que exerceria até 1897, quando tornaria-se bispo-emérito da Diocese. Em 1898, é feito arcebispo-titular de Trajanópolis em Frígia.
Para fins de concisão de suas assinaturas, foi o primeiro bispo a assinar apenas "Bispo de Meliapore". Durante sua prelazia na Índia, reconstruiu várias Igrejas, trouxe clérigos falantes de outras línguas e de outras ordens, reformou conventos e estabeleceu um jornal local semanal, o Catholic Register. Acabou sendo vítima da inveja das outras dioceses e voltou para Portugal, onde veio a falecer.